# Hiroki Takahashi
Hiroki Takahashi (高橋 広樹?, Takahashi Hiroki; Tokyo, 7 settembre 1974) è un doppiatore giapponese, principalmente conosciuto per i ruoli di Eiji Kikumaru in Prince of Tennis, Kenji Harima in School Rumble e Katsuya Jonouchi in Yu-Gi-Oh!. Lavora per la Big Shot/Interchannel. Ha anche prestato la voce per alcuni CD drama di genere yaoi, come  Love Neco e Koi cha no Osahou.

## Ruoli interpretati

### Anime
- Beast Wars II (Starscream/Hellscream)
- Beyblade Metal Fusion
- Bleach (Kenryu)
- Bobobo-bo Bo-bobo (Gechappi)
- Bomberman Jetters (Mighty, Max, Zero)
- Bus Gamer (Saitou Kazuo)
- Dakaretai Otoko 1-i ni Odosarete Imasu. (Takato Saijō)
- Death Note (Stephen Loud/Stephen Gevanni)
- Digimon Savers (Omnimon)
- Digimon Tamers (Impmon)
- Dragon Ball Daima (Tamagami #1)
- Fight Ippatsu! Jūden-chan!! (Sento Oumi)
- Hai to gensō no Grimgar (Shinohara)
- Hetalia (Japan)
- Hunter × Hunter (Hisoka Morou)
- Hunter × Hunter (serie 2011) (Pariston Hill)
- Katekyō Hitman Reborn! (Superbi Squalo)
- Konjiki no Gash Bell!! (Parco Folgore)
- Mahō shōjo neko Taruto (Iori Monaka)
- Mahoutsukai no yakusoku - Promise of wizard (Mithra)
- Mobile Suit Gundam SEED Destiny (Arthur Trine)
- Nana (Shoji Endo)
- Neo Angelique ~Abyss~ Rayne
- Neo Angelique Abyss: Second Age Rayne
- New Panty & Stocking with Garterbelt (presentatore A, Bran Bran)
- One Piece (Queen)
- Pretty Cure (Pisard)
- Prince of Tennis (Eiji Kikumaru, Ryou Kisarazu)
- Ray the Animation (Shinoyama Toshiaki)
- School Rumble (Kenji Harima)
- Shōnen Onmyōji (Rikugō/Saiki)
- Sumomomo Momomo (Kōshi Inuzuka)
- Yu-Gi-Oh! (Katsuya Jonouchi)
- Shura no Toki (Yakumo Mutsu)
- Sailor Moon Crystal (Rubeus Red)
- Ensemble Stars! The Animation (Shu Itsuki)
- Wonder Egg Priority (Ura-Acca)

### Videogiochi
- Neo Angelique (Rayne)
- Dragon Force (Leon of Topaz)
- Pop'n Tanks! (Date)
- Dramatical Murder (Koujaku)
- Dramatical Murder re:connect (Koujaku)
- Shadow Hearts (Urmnaf "Uru" Bort Hyuga)
- Hunter × Hunter: Altar of Dragon Vein (Hisoka Morou)
- Yo-Jin-Bo (Jinnosuke Murasame)
- Shadow Hearts: Covenant (Urmnaf "Uru" Bort Hyuga)
- Super Robot Wars MX (Hugo Medio)
- Wild Arms: The 4th Detonator (Arnaud G. Vasquez)
- Musashi: Samurai Legend (Riesling)
- Ys: The Ark of Napishtim (Chief Ord, Mikhail, Geis)
- Konjiki no Gash Bell series (Parco Folgore)
- Luminous Arc 2 (Rasche)
- Street Fighter IV (Ryu)
- Tatsunoko vs. Capcom: Cross Generation of Heroes (Ryu)
- Super Street Fighter IV: Arcade Edition (Evil Ryu)
- Marvel vs. Capcom 3: Fate of Two Worlds (Ryu)
- Ultimate Marvel vs. Capcom 3 (Ryu)
- Riddle Garden (Elick Anderson)
- Princess Maker 4 (Varoa)
- The Last Story (Therius)
- Ensemble Stars! (Shu Itsuki)
- Final Fantasy XIV (Emet-Selch)
- Asura's Wrath (Ryu)
- Street Fighter X Tekken (Ryu)
- Project X Zone (Bahn, Ryu)
- Conception II: Children of the Seven Stars (Enzea)
- Granblue Fantasy (Katzelia, Ryu)
- Super Smash Bros. per Nintendo 3DS e Wii U (Ryu)
- Project X Zone 2 (Ryu)
- Street Fighter V (Ryu, Kage)
- The King of Fighters XIV (Kukri)
- Valkyria Revolution (Isaak Berggreen)
- Nioh (Date Masamune)
- Final Fantasy XIV: Stormblood (Solus zos Galvus)
- The King of Fighters: All Star (Ryu)
- SNK Heroines: Tag Team Frenzy (Kukri)
- Super Smash Bros. Ultimate (Ryu)
- Final Fantasy XIV: Shadowbringers (Emet-Selch, Hyllfyr)
- Teppen (Ryu)
- Mahoutsukai no yakusoku - Promise of wizard (Mithra)
- Nier Re[in]carnation (Emet-Selch)
- Scarlet Nexus (Seto Narukami)
- Final Fantasy XIV: Endwalker (Emet-Selch)
- The King of Fighters XV (Kukri)
- Xenoblade Chronicles 3 (Teach)
- Street Fighter 6 (Ryu)
- Dragon Quest Monsters: Il Principe oscuro (Ambradan)
- Zenless Zone Zero (Lighter)
- Emio – L'uomo che sorride: Famicom Detective Club (Minoru Tsuzuki)